# Peio
Peio és un municipi italià, dins de la província de Trento. L'any 2007 tenia 1.912 habitants. Limita amb els municipis de Martell (BZ), Ossana, Pellizzano, Ponte di Legno (BS), Rabbi, Valfurva (SO) i Vermiglio.

## Administració
| Període | Identitat     | Partit        |
| ------- | ------------- | ------------- |
| 2006-   | Angelo Dalpez | Llista cívica |

## Personatges il·lustres
- Ettore Colombo, empresari
- Bruno Kessler, polític